# Odargowo (województwo pomorskie)
Odargowo (kaszb. Òdargòwò, niem. Odargau) – wieś kaszubska w Polsce, położona w województwie pomorskim, w powiecie puckim, w gminie Krokowa.
| SIMC    | Nazwa  | Rodzaj    |
| ------- | ------ | --------- |
| 0165190 | Pustki | część wsi |

Ponadto mieszkańcy wsi wyróżniają jeszcze kolonię Odargowo
W pobliżu wsi znajduje się największy na Kaszubach głaz narzutowy (diabelski kamień). Jest on wysoki na 3,5 m i ma 20 m w obwodzie. W kamieniu widnieje pięć wgłębień, które według legendy pozostawił diabeł, który chciał go zrzucić na kościół w Żarnowcu.
Wieś Klasztoru Cysterek w Żarnowcu w powiecie puckim województwa pomorskiego w II połowie XVI wieku. W latach 1975–1998 miejscowość położona była w województwie gdańskim.
Na początku lat 1980. państwową ziemię w Odargowie rozparcelowano i przekazano jako odszkodowanie dotychczasowym mieszkańcom Kartoszyna, które było miejscem budowy Elektrowni Jądrowej Żarnowiec, ale budowy nie ukończono.